# Jurassic Park: Operation Genesis
Jurassic Park: Operation Genesis (kurz JPOG) ist ein Computerspiel für die PlayStation 2, die Xbox und Windows. Es wurde 2003 von Universal Interactive Studios entwickelt, von Vivendi Universal Games herausgegeben und gehört in das Genre der Wirtschaftssimulation und Aufbauspiele.

## Handlung
Im Spiel übernimmt der Spieler die Rolle eines Park-Managers und muss wie John Hammond einen eigenen Jurassic Park kreieren. Dabei sind fast alle Dinosaurier aus den drei Jurassic-Park-Filmen verfügbar. Zunächst erschafft man sich seine eigene Insel, auf der der neue Park entstehen soll. Anschließend geht es an den Parkaufbau. Dabei müssen die Bedürfnisse der Besucher mit Imbissbuden, Toiletten und Ruhebereichen befriedigt werden. Allerdings haben nicht nur die Besucher diverse Ansprüche, sondern auch die eigentlichen Attraktionen. Die Dinosaurier müssen gefüttert, mit Wasser versorgt oder auch vor Krankheiten geschützt werden und natürlich in eigenen Gehegen, mit verschiedenen Elektrozäunen, sicher ausgestellt werden. Die Besucher haben dann die Möglichkeit mit diversen Attraktionen (z. B. Dinosafari) diese aus nächster Nähe, zumindest die Pflanzenfresser, oder auch den T-Rex aus der Luft mit einem Ballon zu sehen. Je nach Größe des Parks und Zufriedenheit der Besucher wächst der Park und man kann mithilfe von ausgegrabenen Fossilien neue DNA extrahieren (am Anfang hat man nur begrenzte Möglichkeiten zum Klonen einiger Dinosaurier) und daraus neue Dinosaurier-Arten in den Brutstationen züchten. Für Sicherheit im Park sorgen nicht nur die Elektrozäune, sondern man muss auch Sicherheitsräume, Wachtürme oder Überwachungskameras bauen, um die Besucher zu beruhigen.
Gestört wird diese Idylle z. B. durch amoklaufende Dinosaurier, Wirbelstürme oder Seuchenepidemien, welche dann mithilfe der Forschungsabteilung und der Rangerstation mit entsprechenden Maßnahmen eingedämmt werden.

## Spielprinzip
Es gibt viele verschiedene Saurierarten zum Klonen, welche man durch den Einsatz von Expeditionsteams auf der ganzen Welt individuell auswählen kann. Je nach Stelle fördern diese dann die entsprechenden Fossilien für die neuen Dinosaurier. Man hat verschiedene Möglichkeiten im Spiel: Es ist möglich, 10 Missionen zu spielen oder auch ein Endlosspiel, in dem man seinen eigenen Park baut. Am Anfang ist es recht schwer, mit dem Budget einen Park aufzubauen, was sich in langer Warterei niederschlägt. Sobald aber ein paar Highlights im Park zu sehen sind, kommen die Besucher und man kann zügiger aufbauen, so dass es eine Freude ist, zu sehen, wie sich die Dinosaurier im Park tummeln.
Man hat im Spiel zusätzlich noch die Möglichkeit einen Hubschrauber selbst zu fliegen, um Besucher zu retten oder wildgewordene Dinosaurier zu betäuben. Alle Aussichtspunkte im Spiel kann man aus der Besucherperspektive erleben. Die 3D-Grafik ist liebevoll gestaltet und bringt die Jurassic-Park-Atmosphäre in einer Auflösung von 1024*768 gut rüber. Für den Sound sorgt der Originalsoundtrack aus dem ersten und dem dritten Jurassic-Park-Film.

## Dinosaurier im Spiel
Die Dinosaurier haben eine bestimmte Sternenanzahl. Je mehr Sterne ein Dinosaurier hat, desto beliebter ist er und umso schneller wird der Park eine Fünf-Sterne-Wertung (die höchste) erhalten.
Eingeteilt sind die Saurier in vier Kategorien:
- kleine Pflanzenfresser
- große Pflanzenfresser
- kleine Fleischfresser
- große Fleischfresser

Dementsprechend sind auch die Sicherheitsmaßnahmen eingeteilt. Es gibt drei Stufen von Zäunen:
- Stufe 1: für friedliche Pflanzenfresser
- Stufe 2: für kleine Fleischfresser und den Triceratops
- Stufe 3: für die riesigen und besonders gefährlichen Dinosaurier der Insel, z. B. Spinosaurus, Tyrannosaurus Rex

Werden diese Kategorien nicht eingehalten, so kann ein amoklaufender Saurier leicht den Zaun durchbrechen und ausbrechen, was wiederum zu schweren Beschädigungen im Park und Todesfällen führen kann. Die einzelnen Stufen der Zäune müssen erst durch Forschung freigeschaltet werden, bevor sie gebaut werden können.
Folgende Dinosaurier sind im Spiel enthalten:
- Dinosaurier mit einem Stern:
  - Dryosaurus

- Dinosaurier mit zwei Sternen:
  - Ceratosaurus
  - Dilophosaurus
  - Kentrosaurus
  - Ouranosaurus
  - Pachycephalosaurus
  - Styracosaurus
  - Torosaurus

- Dinosaurier mit drei Sternen:
  - Albertosaurus
  - Camarasaurus
  - Corythosaurus
  - Edmontosaurus
  - Gallimimus
  - Homalocephale
  - Parasaurolophus

- Dinosaurier mit vier Sternen:
  - Acrocanthosaurus
  - Allosaurus
  - Ankylosaurus
  - Carcharodontosaurus
  - Stegosaurus

- Dinosaurier mit fünf Sternen:
  - Brachiosaurus
  - Spinosaurus
  - Triceratops
  - Tyrannosaurus
  - Velociraptor

## Rezeption
Das Spiel erhielt eher positive Wertungen. Laut PC Games bereichert Jurassic Park: Operation Genesis das Aufbau-Genre mit frischen Ideen. Kritisiert wurde allerdings die geringe Auswahl an Gebäuden.

„Das ich sowas noch erleben darf – endlich gibt’s eine ansprechende Alternative zum Freizeitpark-Klassiker ‚Theme Park World‘“

Der IGN-Redakteur kam zu dem Schluss, dass das Spiel auf Konsole nicht so effektiv funktioniere, wie es auf PC würde, egal wie gut die Steuerung auch sei.